# تو تشينز
تو تشينز هو رابر أمريكي ولد في 12 سبتمبر 1977.

## روابط خارجية
تو تشينز على موقع IMDb (الإنجليزية)
- تو تشينز على موقع روتن توميتوز (الإنجليزية)
- تو تشينز على موقع ميوزك برينز (الإنجليزية)
- تو تشينز على موقع رولينغ ستون (الإنجليزية)
- تو تشينز على موقع إن إن دي بي (الإنجليزية)
- تو تشينز على موقع أول ميوزيك (الإنجليزية)
- تو تشينز على موقع أول ميوزيك (الإنجليزية)
- تو تشينز على موقع أول ميوزيك (الإنجليزية)
- تو تشينز على موقع ديسكوغز (الإنجليزية)
- تو تشينز على موقع ديسكوغز (الإنجليزية)
- تو تشينز على موقع ديسكوغز (الإنجليزية)